# Pierre Masson (médecin)
Pour les articles homonymes, voir Pierre Masson.
Pierre Claude Laurent Masson, né le 12 novembre 1880 à Dijon et mort le 11 mai 1959 à Montréal, est un médecin et anatomo-pathologiste franco-canadien éminent, nommé membre du Temple de la renommée médicale canadienne en 1997.

## Aperçu biographique
Il naît à Dijon dans une famille de magistrats. Il est reçu docteur en médecine de la Faculté de médecine de Paris en 1909, après une licence ès sciences. Il y est le collaborateur d'Amédée Borrel (dernier élève direct de Louis Pasteur) à l'Institut Pasteur. Après la Grande Guerre, sans aucun autre grade universitaire, il est appelé par Georges Weiss pour occuper le poste de directeur de l'institut d'anatomie pathologique et la chaire de pathologie de la Faculté de médecine de Strasbourg. Il reste là pendant huit années avant de rejoindre la nouvelle Faculté de médecine de l'Université de Montréal au Canada.
Il est membre non-résidant (du 5 novembre 1935 au 12 avril 1947) puis membre titulaire (à partir du 12 avril 1947) de l'Académie nationale de médecine.

## Éponymie
- Trichrome de Masson[2],[3]: coloration histologique associant à l'hématoxyline (coloration nucléaire), la fuchsine-Ponceau (coloration cytoplasmique) et le vert lumière ou le bleu d'aniline (coloration élective du collagène).
- Technique d’argentation de Masson (ou de Fontana-Masson)[4]
- Glomus neuro-myo-artériel de Masson[5]
- Syndrome de Barré-Masson[6]
- Cellule claire de Masson (ou cellule de Kulchitsky-Masson)[7]
- Pseudoangiosarcome de Masson[8]
- Adénome sudoripare de Masson
- Hémangio-endothéliome végétant intravasculaire de Masson
- Corps de Masson[9]
- Organe de Masson[10]
- Théorie de Masson: « Théorie d'après laquelle les tumeurs dites mixtes des glandes salivaires auraient une origine uniquement épithéliale »[11]

## Œuvres et publications

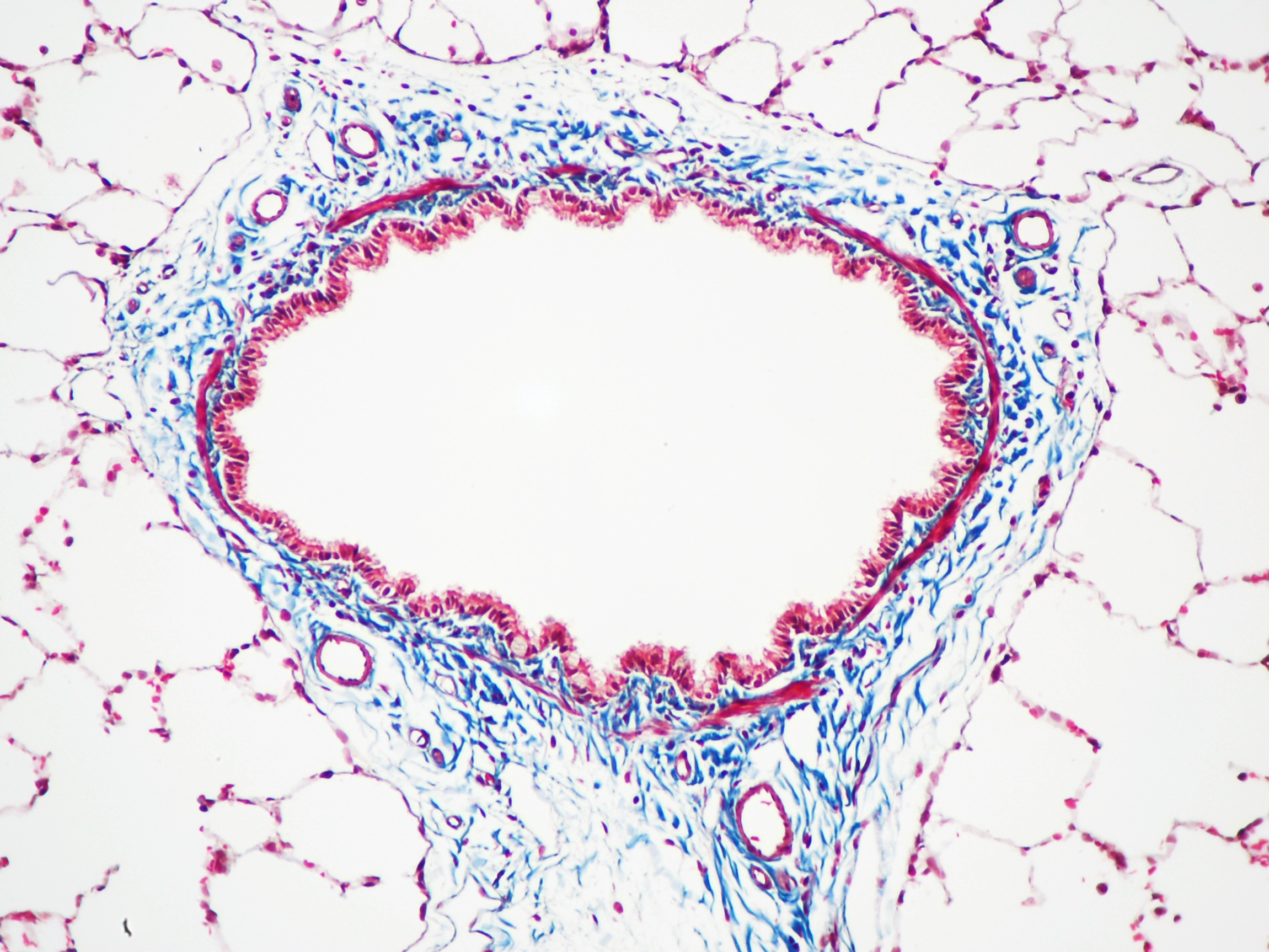
Coloration trichrome de Masson d'une bronche de rat.

- Les Glomus neuro-vasculaires, Paris : Hermann, 1937, 1 vol. (72 p.-41 p. de pl.) ; 25 cm.
- Atlas du cancer, [Avertissement par Pierre Delbet], 1923-1926.
- La Lactoferrine , protéine des sécrétions externes et des leucocytes neutrophiles, 1970.
- Les Névromes ganglionnaires du grand sympathique, 1909.
- Quelques aspects histologiques de la propagation intra-pulmonaire de la tuberculose par voie lymphatique, 1932.
- Tumeurs, diagnostics histologiques, 1923.
- Tumeurs humaines, histologie, diagnostics et techniques. 2e édition, 1956.

En collaboration
- avec Joseph-F. Martin, Sur la présence des cellules de Kultschizky dans un épithélioma cylindrique de l'estomac et ses métastase, 1928.